# Witalij Kolcow
Witalij Wałerijowycz Kolcow, ukr. Віталій Валерійович Кольцов (ur. 20 marca 1994 we wsi Mojiwka, w obwodzie winnickim, Ukraina) – ukraiński piłkarz, grający na pozycji pomocnika.

## Kariera piłkarska

### Kariera klubowa
Wychowanek klubów Nywa Winnica i Szachtar Donieck, barwy których bronił w juniorskich mistrzostwach Ukrainy (DJuFL). 12 sierpnia 2011 rozpoczął karierę piłkarską w drużynie młodzieżowej Szachtara, a 14 lipca 2013 debiutował w trzeciej drużynie Szachtara. 9 lipca 2015 został wypożyczony do Illicziwca Mariupol. 19 czerwca 2017 podpisał kontrakt z FK Mariupol. 9 marca 2018 kontrakt z piłkarzem został rozwiązany, a 16 marca zasilił skład FK Ołeksandrija. 10 lipca 2018 został zawodnikiem Olimpiku Donieck, w którym grał do 29 czerwca 2019. Potem zasilił skład klubu Metalist 1925 Charków.

### Kariera reprezentacyjna
Występował w juniorskich reprezentacjach U-17 i U-18.

## Sukcesy i odznaczenia

### Sukcesy klubowe
Illicziweć Mariupol
- mistrz Ukraińskiej Pierwszej Ligi: 2016/17